# Ponta das Galhetas
Ponta das Galhetas är en udde i Brasilien.   Den ligger i delstaten São Paulo, i den sydöstra delen av landet, 900 km söder om huvudstaden Brasília.
Terrängen inåt land är varierad. Havet är nära Ponta das Galhetas söderut. Trakten är tätbefolkad. Närmaste större samhälle är Guarujá, 2,8 km norr om Ponta das Galhetas. 